# Port morski Dźwirzyno
Port morski Dźwirzyno – rybacki port morski nad Morzem Bałtyckim, położony w woj. zachodniopomorskim, w powiecie kołobrzeskim, w miejscowości Dźwirzyno, na Wybrzeżu Trzebiatowskim, na ujściowym odcinku rzeki Błotnicy.
Portem administruje Urząd Morski w Słupsku, przy pomocy Bosmanatu Portu Dźwirzyno.

## Położenie

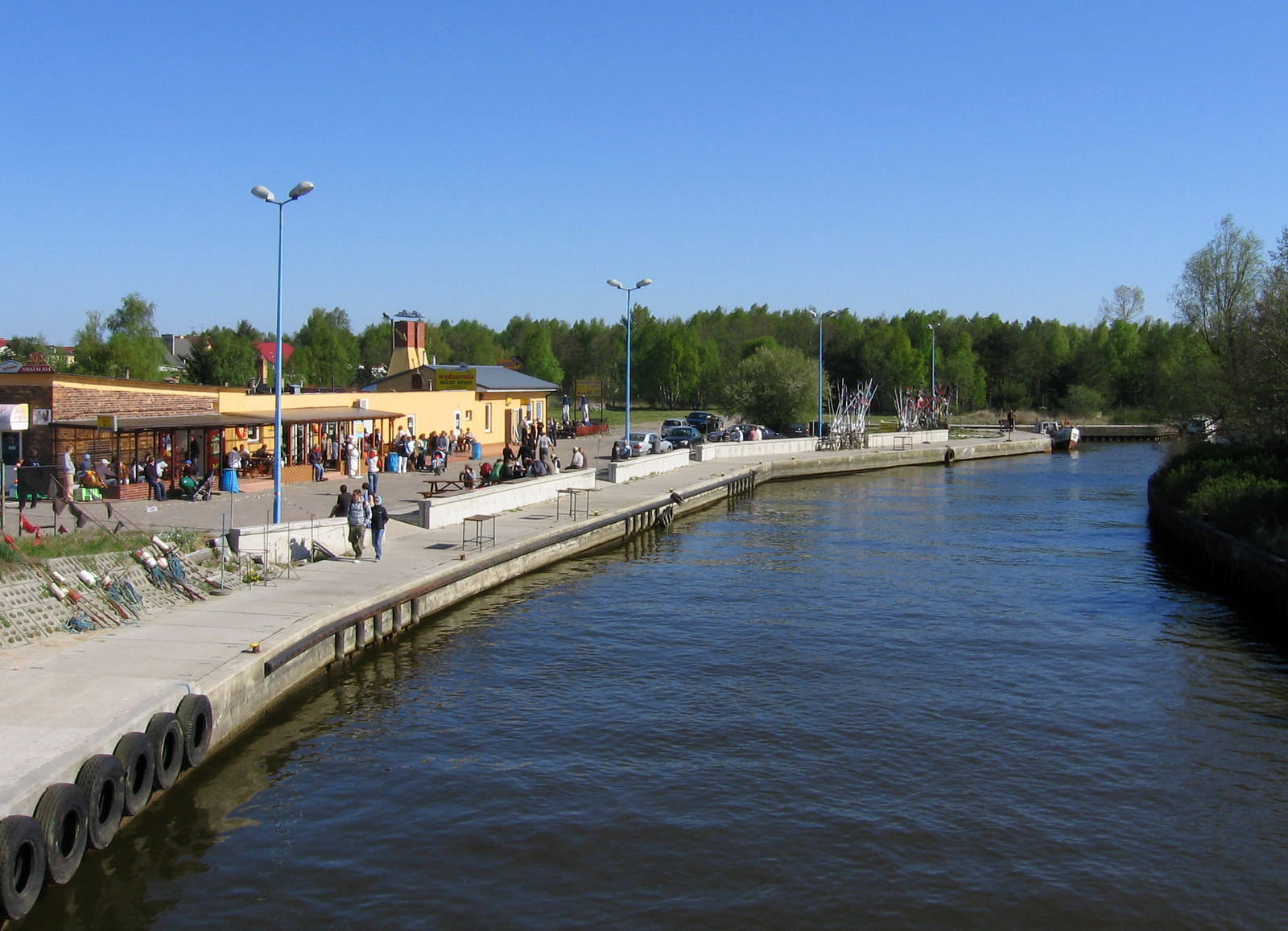
Starsze nabrzeże portowe (2009)

Port jest usytuowany nad Zatoką Pomorską, ok. 6 mil morskich (11 km) na zachód od portu morskiego Kołobrzeg i ok. 4 NM (7 km) na wschód od portu morskiego Mrzeżyno. Pomiędzy latarnią w Niechorzu (ok. 11 NM), a latarnią w Kołobrzegu.
Port jest zbudowany na ujściowym odcinku rzeki Błotnicy (zwanym potocznie Kanałem Resko), który bierze swój początek od jeziora Resko Przymorskie. Nad kanałem portowym poprowadzony jest stalowy most drogowy, będący częścią drogi powiatowej Kołobrzeg–Mrzeżyno o długości 63,6 m.
Powierzchnia terenu portu wynosi 3 ha. Granica między śródlądowymi wodami powierzchniowymi a wodami morskimi wyznacza linia prostopadła do osi kanału łączącego jezioro Resko Przymorskie z morzem, w miejscu jego połączenia z jeziorem.
Magazyny rybackie znajdują się przy południowo-wschodniej części portu, za mostem drogowym.
Granice portu morskiego określa zarządzenie Ministra Handlu Zagranicznego i Gospodarki Morskiej z 1975 roku.

## Warunki nawigacyjne

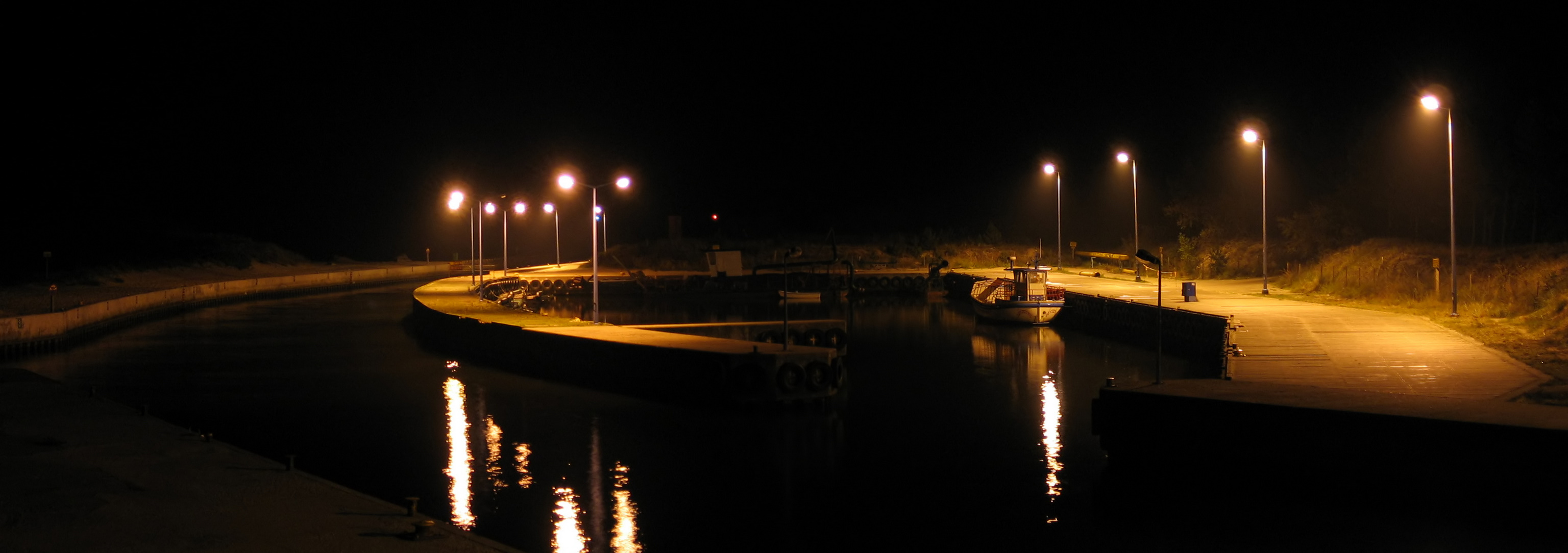
Basen portowy nocą

Dodatkowe przepisy portowe dla portu morskiego Dźwirzyno określają, że wielkość jednostek wchodzących do portu nie może przekraczać 12 m długości całkowitej, 5 m szerokości i 0,85 m zanurzenia dla wody słodkiej przy średnim stanie wody. Bosman portu może w uzasadnionych przypadkach uzależnionych od warunków hydronawigacyjnych zezwolić na wejście do portu jednostki przekraczającej określoną długość i zanurzenie. Maksymalne parametry dla jednostek wchodzących nie mogą jednak przekraczać 15 m długości całkowitej i 1,2 m zanurzenia dla wody słodkiej przy średnim stanie wody. Wejście do portu jest możliwe przy sile wiatru do 5ºB i stanie morza 3.
Z wyłączeniem jednostek stale bazujących w porcie, żegluga może odbywać się od wschodu do zachodu słońca
W rejonie portu przeważają wiatry północne i zachodnie. Silne wiatry z kierunków zachodnich przez północne do północno-wschodnich podnoszą poziom wody o ok. 0,5 m powyżej średniego. Port otaczają lasy, które ograniczają wpływ wiatru. Prądy wodne płyną na północny wschód lub północny zachód. Przy wietrze w skali od 3–4°B warunki postoju na kanale portowym są bardzo niekorzystne, dlatego ochronę jednostek zapewnia Basen Postojowy. Jednostki cumują burtą do nabrzeża.

## Infrastruktura
| Nabrzeże/umocnienie                                     | Długość  |
| ------------------------------------------------------- | -------- |
| nabrzeże przy Basenie                                   | 138,0 mb |
| nabrzeża – Basenu Postojowego                           | 152,0 mb |
| nabrzeże Oczepowe Zachodnie                             | 52,5 mb  |
| nabrzeże Postojowe                                      | 101,0 mb |
| umocnienie Strony Wschodniej (przy Ostrodze Wschodniej) | 57,0 mb  |
| umocnienie Strony Wschodniej                            | 115,0 mb |
| umocnienie Strony Zachodniej (odcinek północny)         | 153,5 mb |
| nabrzeże Oczepowe Zachodnie                             | 80,0 mb  |
| nabrzeża Basenu Osadowego Starego                       | 104,0 mb |

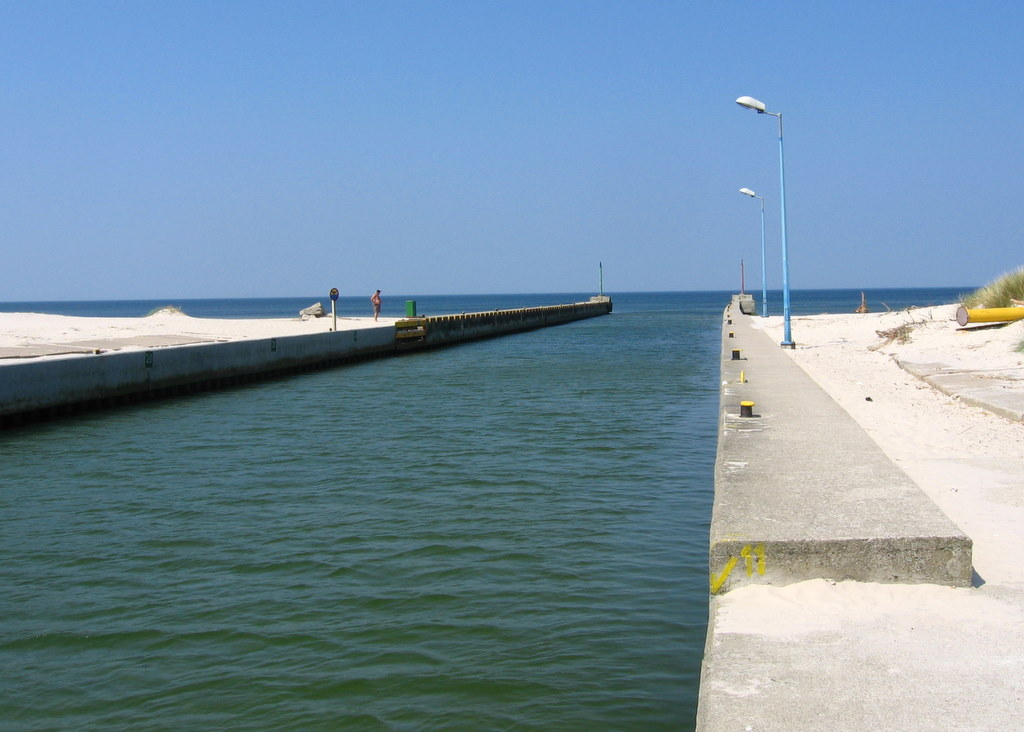
Falochrony portowe

Port podlega zamuleniu z powodu silnych północnych wiatrów.
Szerokość między główkami falochronów wynosi 19 metrów, szerokość kanału portowego – 10 m. Głębokość toru wodnego jest na poziomie 1,5 m, a głębokość w porcie ok. 1,2 m. 
Redę portu stanowi akwen ograniczony linią kołową o promieniu 0,5 NM wyprowadzoną z pozycji stawy światła głowicowego (czerwonego) falochronu wschodniego. 
W czerwcu 1997 zbudowano we wschodniej części portu nowy Basen Postojowy, który ma pojemność 20 gościnnych miejsc postojowych, a w kanale może cumować do 15 jednostek.
Kanał portowy od głowicy falochronu wschodniego do południowej granicy portu obejmuje powierzchnię 10 351 m², a Basen Postojowy ma powierzchnię 3 tys. m². Po południowo-wschodnia stronie portu znajduje się slip o długości 68,5 mb. 

## Rybactwo w wodach portowych
W ujściu kanału łączącego jezioro Resko Przymorskie z morzem, w półkolu zakreślonym promieniem długości 500 m w kierunku morza z punktu leżącego na środku linii łączącej oba brzegi ujścia ustanowiono stały obwód ochronny, gdzie obowiązuje zakaz połowu organizmów morskich.
Na morskich wodach wewnętrznych w granicach portu morskiego Dźwirzyno został ustanowiony okresowy obwód ochronny dla troci wędrownej i łososia, który obowiązuje od 15 września do 31 grudnia każdego roku. Wprowadzono ograniczenie w sportowym połowie ryb, polegające na zakazie połowu metodą spinningową na wodach portowych.